# Pholidoscelis dorsalis
Espèce
Synonymes
- Ameiva dorsalis Gray, 1838

Pholidoscelis dorsalis est une espèce de sauriens de la famille des Teiidae.

## Répartition
Cette espèce est endémique de Jamaïque.

## Publication originale
- Gray, 1838 : Catalogue of the slender-tongued saurians, with descriptions of many new genera and species. Annals and Magazine of Natural History, sér. 1, vol. 1, p. 274-283, 388-394 (texte intégral).